# Río Yurumanguí
Río Yurumanguí är ett vattendrag i Colombia.   Det ligger i departementet Valle del Cauca, i den västra delen av landet, 400 km väster om huvudstaden Bogotá.